# Flordeliza
Flordeliza (estilizada como Flor de Liza) es una serie de televisión filipina transmitida por ABS-CBN desde el 19 de enero de 2015. Está protagonizada por Ashley Sarmiento, Rhed Bustamante, Marvin Agustin, Jolina Magdangal, Desiree del Valle y Carlo Aquino.

## Elenco

### Elenco principal
- Ashley Sarmiento como Flor Magpantay.
- Rhed Bustamante como Liza Maristela.
- Marvin Agustin como el capitán Crisanto Maristela.
- Jolina Magdangal como Florida "Ida" Magpantay.
- Desiree del Valle como Elizabeth "Beth" Pérez-Maristela.
- Carlo Aquino como Arnold Magsakay.

### Elenco secundario
- Elizabeth Oropesa como Lorena Sánchez-Pérez.
- Tetchie Agbayani como Teresa Magpantay.
- Juan Rodrigo como Mariano Pérez.
- Joey Paras como Rona.
- Tess Antonio como Yaya Annie.
- Ronie "Atak" Araña como Buslog.
- Edward Mendez como Manuel "Manny" Pérez.
- Lemuel Pelayo como Jojo Pérez.
- Johan Santos como Miguel Fontanillas.
- Dionne Monsanto como Lynette.
- Debraliz Borres como Bebeng.
- Eagle Riggs como Wanda.
- Miguelito de Guzmán
- Juvy Lyn Bison

### Elenco de invitados
- Kiko Matos como el hermano de Crisanto.
- Arnold Reyes como líder terrorista.
- Nikki Valdez como la amiga de Florida.
- Ya Chang como Mr. Chua
- Jimwell Stevens
- Kaiser Boado
- Boom Labrusca como Luis Jacinto.
- Jan Marini como Joan.
- Gerard Pizarras
- Candy Pangilinan
- Young JV como Dante.